# 豊橋市立賀茂小学校
豊橋市立賀茂小学校（とよはししりつ かもしょうがっこう）は、愛知県豊橋市賀茂町にある公立小学校。

## 校区
- 賀茂町（旧・八名郡賀茂村）が校区であり、公立中学校の進学先は豊橋市立石巻中学校である。

## 沿革
- 1873年（明治6年）6月12日 - 第6中学区第35番小学賀茂学校として開校。
- 1875年（明治8年） - 第2大学区第9中学区第70・71小学賀茂学校に改称する。
- 1879年（明治12年）10月 - 八名郡第25番小学賀茂学校に改称する。
- 1882年（明治15年）11月 - 八名郡第23学区公立小学賀茂学校に改称する。
- 1887年（明治20年）3月 - 尋常小学校賀茂学校に改称する。
- 1889年（明治22年）10月1日 - 町村制により八名郡賀茂村が発足。
- 1894年（明治25年）5月 - 八名郡賀茂尋常小学校に改称する。
- 1901年（明治34年） - 現在地に校舎を新築し、移転する。
- 1909年（明治42年） - 高等科を設置し、八名郡賀茂尋常高等小学校に改称する。
- 1926年（大正15年） - 青年訓練所を併設する。
- 1935年（昭和10年） - 八名郡賀茂村立賀茂青年学校を併設する。
- 1941年（昭和16年）4月1日 - 八名郡賀茂国民学校に改称する。
- 1947年（昭和22年）4月1日 - 賀茂村立賀茂小学校に改称する。
- 1951年（昭和26年）4月1日 - 賀茂村と金沢村が合併し、双和村が発足する。同時に双和村立賀茂小学校に改称する。
- 1955年（昭和30年）4月1日 - 双和村が分割され、大字金沢が宝飯郡一宮村に、大字賀茂が豊橋市に編入される。同時に豊橋市立賀茂小学校に改称する。
- 1958年（昭和33年）10月15日 - 新校舎が完成する。
- 1959年（昭和34年）12月18日 - 管理棟が完成する。
- 1973年（昭和48年）7月26日 - プールが完成する。
- 1976年（昭和51年）2月4日 - 体育館が完成する。
- 1979年（昭和54年）2月17日 - 新校舎（鉄筋コンクリート造）が完成する。
- 1981年（昭和56年）2月27日 - 校舎を増築する。

## 交通アクセス
- 柿の里バス（豊橋市コミュニティバス）「賀茂クリニック」バス停より徒歩約3分。
- JR東海飯田線三河一宮駅下車、徒歩約40分。
- 東名高速道路豊川ICより約2㎞。

## 周辺施設
- 賀茂保育園
- 賀茂神社
- 賀茂しょうぶ園
- 豊橋賀茂郵便局
- 旭精機賀茂工場